# Proclea emmi
Proclea emmi är en ringmaskart. Proclea emmi ingår i släktet Proclea och familjen Terebellidae. Inga underarter finns listade i Catalogue of Life.